# Cyphocarpus
- Commons
- Wikispecies

Cyphocarpus é um gênero botânico pertencente à família Campanulaceae.